# Рада, Рикардо
Рикардо Рада (исп. Ricardo de Rada y Peral; 1885 — 1956) — испанский военный деятель, генерал-лейтенант сухопутных войск; участник Гражданской войны 1936—1939 годов.

## Биография
Родился в Малаге 5 февраля 1885 года в семье Ricardo de Rada и Natalia del Peral Obispo. 
Окончил Пехотную академию в Толедо, служил в Альмерии, в 1913 году был переведён в Марокко. Участвовал в Рифской войне, служил в Испанском легионе.
Участвовал в парламентских выборах в Испании 1936 года в провинции Альмерия, проиграв их представителю Испанской конфедерации независимых правых Lorenzo Gallardo. 
В 1936 году в составе организации Рекете участвовал в путче 17—18 июля. Участвовал в битве за Мадрид, сражении на Хараме, битве на Эбро, где командовал 152-й Марокканской дивизией.
Рикардо Рада принимал участие во Второй мировой войне. Был командиром механизированной дивизии «Брунете».
Во время диктатуры Франсиско Франко занимал многочисленные военные посты. В 1946 году был повышен до генерал-лейтенанта. С 1952 года был директором музея Вооружённых сил Испании в Толедо.
Умер 8 июня 1956 года в Мадриде.
C 1911 года был женат на María de la Presentación Martínez, в этом браке родилось пятеро детей.

## Награды
- Среди многих наград Рикардо Рада был удостоен — ордена Гражданских заслуг (Испания), крестов Военных заслуг 1-й и 2-й степеней (Испания), ордена Чёрного орла (Пруссия), Ависского ордена (Португалия), ордена Короны Италии, ордена Почётного легиона (Франция).